# Spilosoma punctigera
Spilosoma punctigera är en fjärilsart som beskrevs av Victor Ivanovitsch Motschulsky 1860. Spilosoma punctigera ingår i släktet Spilosoma och familjen björnspinnare. Inga underarter finns listade i Catalogue of Life.